# 遗产游戏
《遗产游戏》（英語：The Goodwin Games）是一部美国喜剧，由Carter Bays和Craig Thomas以及Chris Harris共同创造并担任剧本，福克斯电视工作室和贝斯&汤姆士制片厂共同负责本片的制作。